# Linia kolejowa dużych prędkości Bologna – Firenze
Szybka kolej Bolonia – Florencja – włoska linia kolei dużych prędkości. Jest to część 1 korytarza transeuropejskiego Unii Europejskiej sieć kolei dużych prędkości, łączącej Berlin i Palermo. Przewozy komercyjne na linii rozpoczęto w dniu 13 grudnia 2009 roku. Szybkie pociągi pasażerskie pokonują trasę w ciągu 37 minut wobec około 59 minut wcześniej. 
Linia rozpoczyna się na stacji Bologna Centrale, gdzie łączy się z szybką koleją Mediolan – Bolonia i linią do Wenecji i Werony. Jej południowy kraniec znajduje się na stacji Firenze Santa Maria Novella, gdzie łączy się z szybką koleją Florencja – Rzym. Jest używana przez szybkie pociągi pasażerskie, a niektóre pociągi towarowe będą nadal używać starej linii kolejowej Bolonia – Florencja, ukończonej w 1934 roku i znanej jako Direttissima.
Linia ma długość 78,5 km, z czego tunele zajmują 73,8 km linii.